# オウバードフォース
『オウバードフォース』 (Aubird Force) は、バンダイから発売された3次元戦術級シミュレーションゲーム。後に続編の『オウバードフォースアフター』 (AubirdForce After) も発売された。

## 概要
ターン制のウォー・シミュレーションゲームである。パッケージに「初の3D空間シミュレーション」を謳うなど3次元戦闘を特徴としており、表現するために1マスをちょうど立方体としてそれをxyz座標系のように積み重ねたマップでユニットを動かして戦わせ、作戦の提示されたミッションを順番にこなす内容となっている。
適度な強さの敵思考ルーチンや、スペースオペラとして創りこまれた世界背景、渡辺俊幸作曲のオーケストラサウンドなど評価できる点は多かったが、3次元マップ表示の見難さや、「移動後のキャンセルが出来ない」「シナリオの途中でセーブができない」などの操作性の不便さに加え、1つのミッションをクリアするのに2時間以上かかり（最大3連続マップまで存在）長時間のプレイが余儀なくされるなど欠点も抱えていた。
初回限定版では、ピクチャーレーベルとなっており、ガイドブックが付属されている。

## ストーリー
多数の惑星が存在するエレミア星系の惑星の中で、惑星デュミナスを領土とする小国デュミナス王国と複数の惑星で国家を形成する星系随一の大国デトロワ連邦共和国があった。あるとき両国の国家が置かれる惑星が最接近軌道に入り、互いの領空とする宙域が重なる事が判明し、それによる緊張が高まりつつあった。このような場合、各惑星国家が制定した星系法で双方の領空宙域を均等に縮小すると定められていることに則り、デュミナスは交差する国境を外交交渉にて解決しようと交渉しようとした。しかし、大国であるデトロワ連邦としては小国デュミナスと対等の立場に立つつもりはなかったため、交渉に応じようとせず一方的に「デトロワ連邦宙域内でのあらゆる他国の軍事活動を禁止し、これに反する国家には制裁を実行する」と宣言した。
国境宙域が重なり始めて3年目に国境付近のレジナン宙域で両国の小部隊同士が武力衝突を起こした「レジナン事件」が発生すると、これをきっかけに紛争は拡大しデトロワ連邦は圧倒的な軍事力を背景にデュミナス王国へ全面的軍事侵攻を開始した。圧倒的な軍事力を持つデトロワに対してデュミナス王国は善戦するものの、開戦から7ヶ月後王国首都フェールがデトロワ軍降下奇襲部隊によって陥落したことで戦局は決定的となり、デュミナス本星は陥落・国王が戦争犯罪人としてデトロワ軍によって処刑された。
デュミナス軍残党兵は武装解除・投降を通達されたが多くの兵がこれを拒み、新たな反体制勢力デュミナス解放軍としてデトロワと戦っていく事となった。

## 世界観
多数の惑星国家が存在するエレミア星系を舞台としており、小国デュミナスと大国デトロワもその中の一つとして存在している。惑星国家間で戦争が起こる・星系法が存在するなど、国際社会を星系、島国や大陸国家を各惑星国家と、スケールアップしたような世界関係であり、それに合わせて宇宙空間で戦闘を行える軍艦が存在している。星系内をちょうど海洋上の船舶のように動き回れるなど、技術も現在の地球のを大幅に上回っている。

## ゲームの進行
プレイヤーはデュミナス解放軍の1指揮官となり、本部から通達されるミッションをこなしてゆく。
ミッション1の前に男性・女性の中から艦長を選択し、以後その艦長としてミッションを攻略しストーリーを進めていく。目的はミッションより異なるものの基本的に制限ターン以内に「敵の殲滅」や「目標の破壊」「特定のエリア侵攻」が多い。具体的には以下の流れである。
1. ミッション確認。補充物資の到着。
2. パイロットの入れ替えや装備などの準備を行う。
3. 戦闘を開始し、司令部からの目的を達成させる。
4. 戦闘終了。被撃墜パイロットの脱出or戦死の確認及び勲章の有無。
5. セーブの確認。

連続ミッションとなる場合には4の項目から3の項目に戻って次のミッションとなる。5の項目のタイミングでしかセーブは行えないほかゲーム中に一時セーブも用意されていないため、連続ミッションの場合すべてのミッションが終わらない限り、その間の一切のセーブは出来ない。これらセーブの条件は操作性悪化の一因となった。

## 戦闘
戦闘はターン制で行われ、自軍のターンに全ての自軍ユニットを動かすことが出来る。各ユニットの操作は「移動」と「攻撃」の行動を取ること行われる(それぞれの順序は自由)。「移動」に際して移動妨害等といったエリア効果は持たない。また、「攻撃」に対しては防御側が「反撃」「防御」「回避」のいずれかを選択する。各艦長及びパイロットにはレベルが設定されており、これらの行動で結果でそれぞれに経験値や能力ボーナスが加算されていく。そのため、同じレベルでも前半から育てたパイロットは後半の補充パイロットより強いことも多い。この一連の操作は特殊能力などが無いとはいえスーパーロボット大戦シリーズのシステムに近いといえる。ゲーム内で表示されない隠しパラメータとして脱出成功率と素質値が存在する。
また、マップは画面左上に表示されるTOP視点(上から見たマップ)と右上に表示されるSIDE視点(右側から見たマップ)で位置を、全体表示される画面でそこにいるユニット等を確認する。しかし、TOPとSIDEをそれぞれを切り替えながら操作しなければならない上マップ画面があまり大きくなくまた表示が見づらいため、この点でも操作性に難をもたらしている。また、武器にはそれぞれ射程の他に攻撃範囲があり(例：射程内のダイヤモンド上の中など)、その中に敵がいなければ当然攻撃できない。しかし、移動後に装備武器で攻撃しようとして射程外の場合でも移動キャンセルが行えなず、また姿勢の制御が攻撃とセットになっている事もあって事前に装備の射程範囲を覚えて反映する事も難しいため、射程差を生かしたアウトレンジ戦法が行い難くなってしまっている。これらの結果、ゲームの操作性は万人向けとはとても言えないものとなってしまった。

### 特殊攻撃
艦船には一斉砲火 (F-ATTACK)、艦載機には精密射撃 (S-SHOOT)および乱射攻撃 (R-SHOOT)という特殊攻撃コマンドかある。移動後は使用不能になること、高い攻撃力を得られる反面、使用後は防御以外は不可能ため、使いどころには注意が必要である。

#### 一斉砲火 (F-ATTACK)
艦船の上面に取り付けられた全武装をもって攻撃を行う。射程はレ－ザー砲、ミサイルランチャーとも一律に3～6マスとなっており、最小射程では全レーザー砲および一部のミサイルランチャーがこの制限を受ける。一方、最大射程では全ミサイルランチャーがこの制限を受けるが、レーザー砲の場合、サリア、デルタおよびデルタF2は最大射程が5マスに関わらず、1マス長い距離を攻撃可能となっている。

#### 精密射撃 (S-SHOOT)
スクワイエルのライフル系武器用のコマンドで、射程6マスの場合は9マスまで、7の場合は10マスまでの範囲の敵を攻撃可能となる。これは敵のライフルをアウトレンジで攻撃できるばかりか、大抵の長射程ミサイルの攻撃も受けずに済むという利点を持つ。

#### 乱射攻撃 (R-SHOOT)
戦闘機およびスクワイエルのマシンガン系武器用のコマンドで、射程範囲内の全ての目標に弾数のある限り1回ずつ攻撃を行う。多くのターゲットのダメージ与えられるだけでなく、反撃を一回しか受けない、機銃の使用熟練度が上昇し易いという利点を持つ。
　

### シールド値
各ユニットには、前後上下左右6面それぞれの面別にシールド値というものが存在する。シールド値が存在する間は被弾しても3割以上ダメージが軽減されるが、1度被弾するごとに攻撃を受けた面のシールド値が1減少する。シールド値がゼロの状態で被弾した場合、被弾面に対応したペナルティが課せられる(例：後方攻撃された場合エンジンを直接攻撃されたとみなされ移動力1減少)。このシールド値は戦闘中は一切回復しない。

### 武器と使用環境
各ユニットの武装に「レーザー」「ミサイル」「ロケット弾」「マシンガン」「ライフル」「グレネード」「サイドアーム」が存在し、出撃前に適宜換装を行うことが出来る。これらはそれぞれ艦船用と艦載機用との兵器に分かれているが、ロケット弾、マシンガン、ライフル、グレネード、サイドアーム」については艦載機用のみが存在する（艦船の固定装備であるCIWSはマシンガンだが、装着するマシンガンタイプの兵器は無い）。特に「ライフル」「グレネード」「サイドアーム」はスクワイエル専用装備となる。また、それぞれユニットごとに装着可能・不可能及び装備箇所について制限がある。
武器のうちレーザーについては地上（大気中）で使用すると威力及び命中精度が大幅に下がるようになっている。このため、マップによっては武器の変更を余儀なくされるようなシナリオもある。また、ロケットやグレネード、及び一部の艦船用ミサイル（AD兵器）は着弾した場合、敵味方を問わず一定範囲内の機体に誘爆によるダメージを与える効果がある。この効果は一定の回避能力（厳密には相手の射撃系技能との差を一定値以上上回ることが条件）があれば回避可能。

### レベル・経験値と能力ボーナス
各艦長及びパイロットには、敵味方問わずそれぞれにレベルと経験値が設定されており、経験値を増加することでレベルアップし、それぞれの能力が上昇するようになっている。この経験値は相手を攻撃し命中させることによって得られ、その結果撃破した場合はさらにボーナスで経験値が得られる。得られる経験値は攻撃した相手ユニットと自軍ユニットのレベル差のみで決定され、相手のユニットの種類には影響されない。
レベルアップの条件は固定であり経験値が500ポイントに達すると1レベル上昇する。レベルアップによって上昇する能力値は、攻撃に関する「戦闘レベル」、防御時の反撃に関する「反撃レベル」、防御時の防御に関する「防御レベル」、防御時の回避に関する「回避レベル」の4つであり、それぞれその能力に関する行動をとった場合にもこれらの能力値は1上昇する。また、攻撃能力を補佐する武装の熟練度というものが武装の種類ごとに存在する。それぞれの種類の武装を1度使うごとに一定確率で上昇する。
また、このゲームで登場する友軍や敵ユニットにもそれぞれレベルなど決められているが、その決定方法はマップによる固定ではなく、プレイヤーの部隊のレベルの最も高い5人（艦長含）の平均レベルによって決められており、敵のレベルはそれより少し上回るように、逆に友軍ユニットは少し下回るように設定されている。前述のように行動による上昇効果があるため、幾度も作戦に参加しているパイロットは新たに補充で入ってきたり敵として出現するややレベルの高いパイロットよりも上回る能力を発揮することが出来るようになっている。このためデータ書き換えなどを使用して最高レベルからやり始めるとかえって難しくなる。

## 登場人物

### デュミナス解放軍

#### 主人公
それぞれデフォルトネーム、なおネームエディットを行ったデータを続編のアフターでコンバートするとエディットした名前に変更される。男女両方ともアフターで出演する。
ジェガン
男性主人公。所属軍および階級はデュミナス王立宇宙軍中佐。デトロワの暴挙に怒り、ディナミスを解放するため自ら解放軍に志願した。屈辱的な敗北への復讐を果たすために遊撃艦隊の艦長に就任する。冷静さは欠けているものの多少なりの戦果は上げている。
スカール
女性主人公。所属軍および階級はデュミナス王立宇宙軍中佐。統率力に優れ、過去に艦隊を率いて数々の実績を上げている。どんな状況でも冷静さを失わず的確な判断で味方の窮地を脱した。そのため部下からはアイスドールと陰口をたたかれている。

#### 副官
リュシータ
声 - 井上喜久子
主人公の副官となる美人オペレーター。年齢は17歳。作戦画面上で統合本部からの任務内容、敵戦力の情報、ミッションクリアの条件を伝える。戦闘中においても敵の増援、友軍の位置なども伝える。音声はエンディングのみ。

### デトロワ連邦軍
レオハン・トラスク准将
デトロワ軍の対ゲリラ攻略部隊司令官。高速戦艦アルディアを駆り、幾度となく主人公艦隊と対峙する。
ギースラー中将
デトロワ軍第3機動艦隊司令官。弩級戦艦グロフスに座乗する。

## 登場兵器
ここではゲームユニットとしての登場兵器について解説。世界設定としての登場兵器に関してはオウバードフォースシリーズを参照。

### デュミナス王立軍(デュミナス解放軍)

#### 艦船
テレダイン級駆逐艦
主人公が乗ることはないが、友軍として頻繁に登場する。コーバック級巡洋艦と比べて移動力はあるが耐久性で劣り、武器もあまり強力なものは装備していない。後半の特定のミッションでのみ、下部に外装式の大型ミサイル（AD兵器）発射管を装備して現れる。艦載機は7機とアムレード級に匹敵する運用能力を持つ。砲座は上部二基と下部一基で死角の無い配置であるが、上部に二基あるにもかかわらずF-attackは不可能になっている。
コーバック級巡洋艦
ゲーム開始時から前半までの主人公艦で、後半には希に友軍として登場する。間接打撃集団所属艦の多くは中期型のバリエーションの一つであるS型（偵察型）とされる。細身のシルエットが特徴で艦載機は3機搭載できる。大型ミサイル（AD兵器）を一基装備している。同じ巡洋艦であるデトロワ軍のヤルーム級に比べると、シールド値、移動力、防御力といった船体自体の性能に勝る反面、下部の一基を含め三基の砲座を持つヤルーム級に対し、本艦級は艦隊戦闘用を目的として後期に建造された略同艦であるD型（突撃型）を除いて上部の二基しか持たず、下方攻撃は大型ミサイル（AD兵器）とCIWS（対空機銃）に限定され、砲撃力は劣る。
ブレナント級巡洋戦艦
ゲーム中盤にて起こる乗艦選択時に、アムレード級(下記)と二択になる艦。コーバック級と同じの移動力を持ちながら、耐久力や武装搭載量など全般的にスペックが上昇している。また、搭載可能な艦載機も5機に増えている。ドレニム級に匹敵する戦闘能力を有する。
アレギウス級戦艦
ブレナント級の後に乗換えとなる。耐久力がさらに強化され、また四基ある砲座のうち三つが艦上面に集中しているため、F-attack時の攻撃力もブレナント級と比べてさらに上昇している。艦載機も7機搭載できるが、移動力はブレナント級と比べて低下している。
アムレード級航空巡洋艦
ゲーム中盤にて起こる乗艦選択時に、ブレナント級と二択になる艦。耐久力と機動力は低いものの、艦載機が7機搭載できる。また大威力、長射程の大型ミサイル（AD兵器）を戦艦型の一基に対し空母型は二基装備できるため、ブレナントと比べても一長一短と言える。また砲座は上部と下部に各一基ずつとなっており、コーバック級に比して死角が無い反面、F-attackは不可能。
レオニダス級航空母艦
乗艦選択時にアムレード級を選択した場合、途中からこのレオニダス級に乗り換えることになる。アムレード級と比べて移動力が増加し、艦載機は9機搭載に増えている。耐久力も少な目ながらアムレードと比べて向上している。砲座が二基とも上部にあるため、F-attackが可能な反面、下方を攻撃可能なのはコーバック級と同様に大型ミサイル（AD兵器）とCIWS（対空機銃）のみである。

#### 艦載機
F3レイモス万能局地戦闘機
序盤から登場するファイター系(戦闘機タイプ)のユニット。耐久力や防御力等でガンボルトに劣り移動力でハーディに劣るものの、バランスは決して悪いわけではなく後半でも通用する性能を持っている。
FA2ガンボルト攻撃機
レイモスと比べて防御力・耐久力において勝り回避率にて劣るファイター系ユニット。ファイター系ユニットの中でもっとも前面シールド値が大きい。一部のミサイル系装備の位置が他のファイター系ユニットと異なる位置に取り付けることになる為、他のファイター系より多くのミサイルを搭載できる。
FY5ハーディー高速戦闘攻撃機
ゲーム後半に登場するファイター系(戦闘機タイプ)のユニットで、両軍併せて最大の移動力を持ち、回避率もレイモスを上回っている。最新鋭の機体として登場するため移動力のみならずシールド値や耐久力においてもレイモスを若干上回るなど、魅力の高い機体であるが最新鋭のため5機しか手に入らない。その移動力の高さを利用して艦船のレーザー兵器の射程外から一気にゼロ距離に詰めることや、回避力を生かし敵のまっただ中に突撃して敵の射界外に入り込んで攻撃することもできる。ただし、ミサイルとロケット弾ポッドは機体下部にしか装備出来ないため、兵装選択は慎重を要する。
R1タウロス汎用型スクワイエル
序盤に登場するが、性能バランスがよいため後半でも活躍はできる。スクワイエル系ユニットであるため防御力が(ファイター系ユニットと比べて)高く、反撃を受けやすい対艦船に重宝する。
R1Dガングート重装型スクワイエル
重防御重火力低移動力のスクワイエル系ユニットで、重火器を多数搭載でき敵のレーザー兵器の射程を上回る重量級ミサイルすら搭載できるのが最大のメリットである。主人公艦の近くで援護火力として用いるには最適ともいえる防御・攻撃力を有するが、艦載機としては移動力が非常に低いため、ファイター系ユニット等によって構成された動きの速い戦線の移動について行くことは難しい。なお重火力の砲戦型という設定を反映してか近接白兵武装であるサイドアーム系武装が装備不能である。
R2シグナス空挺用スクワイエル
スクワイエル系ユニットとしては耐久力が低めであるが、その分回避率は高く、戦闘機に次ぐ機動性も持っている。言わばレイモスとタウロスを足して2で割ったようなユニットで、スクワイエルの武装が出来るようにして移動力を削って防御を増した攻撃機として見ることも出来る。

### デトロワ連邦
プレイヤーユニットと比べて全体的にすべてのユニットの回避率が低く設定されており、防御力も若干抑えられている。しかし、それ以外の点では後半出てくるユニットではプレイヤー側のユニット同レベルかそれ以上まで上昇している。

#### 艦船
デネバ級偵察艦
ゲーム序盤から前半にかけて登場する小型艦。小型艦であるため耐久力や防御力は低く大型ミサイル（AD兵器）も搭載していないため一発の攻撃力も持っていない。デトロワの艦船では最も弱いユニットの一つである。
グーデフ級駆逐艦
ゲーム序盤より登場する小型艦。小型艦であるため耐久力や防御力は低いが大型ミサイル（AD兵器）を搭載しているため一発の攻撃力は高く、上下各一基ずつ備えられている砲座と相まって総合的な兵装バランスはテレダイン級よりも良い。全体的スペックが低いためか後半はほとんど出てこない。
ヤルーム級巡洋艦
デトロワ側の中型艦でゲーム序盤から中盤終わりごろにかけて登場する。シールド値・移動力・防御力など、船体自体の性能は全般的にコーバックをやや下回っており武装もプレイヤー側を上回ってはいない。ただし巡洋艦であるため、基本的に大型ミサイル（AD兵器）を搭載しており、一発の火力はしっかり有している。また下部にも砲座を一基持つため死角がなく、砲撃力はコーバック級に勝る。
デーベルン級巡洋戦艦
ゲーム序盤より登場する大型艦で、ラスト間際までゲームに登場する。性能的には攻撃力と耐久力は同程度であるが、シールド値と防御力でコーバックをやや下回っている。艦船としては非常に多く出現するため武装パターンも多く存在するが、基本的に大型ミサイル（AD兵器）を搭載している。
ドレニム級戦艦
ゲーム中盤から終盤まで登場する大型艦で、性能は攻撃・防御いずれの面においてもデーベルン級を上回っており、一般的な射程の兵器に対する死角も存在しない強力な敵ユニットとなっている。終盤に登場する敵の大型艦は大半がこのドレニムで占められていることが多い。
イェルムン級航空母艦
ゲーム中盤に差し掛かる頃から出てくる大型艦。艦自体の性能はデーベルン級をやや下回る程度でミサイルのみの武装となっているが、この艦から艦載機が1ターンに1機出現するという厄介な側面を持っている。たまに中〜上位種の大型ミサイル（AD兵器）を搭載している。また、外部武装スロットの装備判定は左右各一基となっており、ミサイルポッドを装備しているため、近距離以外は死角が存在しない。
カリオン級ミサイル駆逐艦
ゲーム中盤頃より登場する小型艦で、グーデフ級駆逐艦よりも強力な敵ユニット専用装備を含む大型ミサイル（AD兵器）を搭載しており、一発の攻撃力がより高くなっている。全体的な攻撃力もグーデフ級駆逐艦と比べて高くなっているが艦速・防御力・耐久力で劣っている。小型艦であるためか全般的なスペックはあまり向上していないが、その攻撃力を見れば馬鹿に出来ない存在でもある。外部武装スロットは上部および左右の3基、レーザー砲座とミサイルポッドの選択式、内部武装スロットは2基でうち1基はAD兵器とミサイルポッドの選択式である。中には全ての面でガロッグ7を上回り、ズィーモスと同じ装弾数を持つAD兵器サーベントを1基搭載する艦も存在する。
ダグリブ級ミサイル巡洋艦
ゲーム中盤頃より登場する中型艦で、カリオン級ミサイル駆逐艦と同様に敵ユニット専用装備を含めた大型ミサイル（AD兵器）を複数搭載しているため、攻撃力が同クラスの艦と比べてより高くなっている。全体的な攻撃力もヤルーム級巡洋艦と比べて高くなっているが防御力・耐久力で劣っている。カリオン級ミサイル駆逐艦を強化したユニットという印象が強い。外部武装スロットは上下各1基、レーザー砲座とミサイルポッドの選択式、内部武装スロットは3基で、うち1基はAD兵器とミサイルポッドの選択式になっており、カリオン級よりもミサイル装備の比率が高めとなっている。通常サーベントを1基ないし2基搭載している。
アルディア級高速戦艦
ゲーム序盤より複数回現れる敵艦で、実質的ライバルといえる敵将レオハンの乗艦。その登場時によって装備は異なるが、性能はドレニム級戦艦を上回っている。1面での破壊は困難を極めるが可能である。9面での破壊は絶対に不可能。27面では最後の敵として現れる。
破壊してもまた出現し、この艦を破壊した場合のみ与えられる勲章がある。外部武装スロット3基、内部武装スロット2基で空母並のAD兵器搭載能力を持ち、うち1基はサーベントを搭載しているステージもある。　　
グロフス級超弩級戦艦
ゲーム終盤24面後半に登場する、先の大戦では無敗を誇ったギースラー中将率いる第3機動艦隊の旗艦。数ターンごとにこちら側の攻撃を一切受け付けない状態になり、核ミサイル（IPBM（惑星間弾道ミサイル））を放出する。武装面では、AD兵器であるガロッグ7を2基搭載し、レーザー砲もデュミナスではアレギウス級のみが搭載可能とされているボルテクスを上部に2基、下部に1基備える。なお、下部の砲座は後方を基準角とするため、前方を砲撃できない。
ボルザック級超大戦艦
ゲーム最終マップ27面後半に登場する艦でこのゲームのラスボスとも言える存在となっている。そのため、攻撃力・耐久力その他の能力が非常に高く、また船体が巨大であるため一隻でマップ9マス×高さ2マスを占める艦である。
ルモラン級警護艦
19面にのみ出現する艦。デトロワ軍の閣僚を載せたこれを反対派デトロワ軍に破壊されたためデトロワ軍との和解が不可能になったというシナリオが発生する。実質的に最も速い機体を使って救出に回っても間に合わない数値設定となっている。また救出に成功しても、シナリオが変更されることは無い。
ロダ級護衛艇
デトロワ本星に送検されるデュミナス王女を乗せた艦として登場する。耐久力・移動力は一般的小型艦並にはあるものの、それ以外の能力では無いに等しい。

#### 艦載機
L76アロフ軽戦闘機
最初のミッションから登場し、ゲーム序盤を中心に出現するファイター系ユニット。特徴としてはゲーム序盤に出てくるためか、攻撃力・耐久力・防御力を含め全般的にスペックが低く設定されている。
F71ミューダ汎用戦闘機
ゲーム中盤から出てくる敵ファイター系ユニット。アロフ軽戦闘機と比べると格段に向上しているものの、全般的にスペックはプレイヤー側ユニットに一歩及ばない。搭載兵器の火力はプレイヤーに近いものとなっている。
FB80ベリオ戦闘爆撃機
FR3フュールベ高速戦闘機
ゲーム後半に出てくる敵ファイター系ユニット。性能はプレイヤー側ユニット（デュミナス）のレイモスと同レベルだが、耐久力とシールド値が低くなっている。搭載兵器の火力はプレイヤー側とほぼ同等のとなっている。
S21フィガード高速戦闘攻撃機
ゲーム終盤に出てくる敵ファイター系ユニット。耐久力とシールド値がやや低いもののそれ以外では、プレイヤー側ユニット（デュミナス）のハーディーと同等の性能を誇るスペックを持っている。搭載兵器の火力もプレイヤー側とほぼ同等のとなっている。
Z-333ステルス戦闘機
能力はそれほどではないが、ステルス性能のためレーダーに映らない、一マスずつ手動で索敵し発見して以降はレーダーに映ったままになる。
軽装型スクワイエルC58ダイン
ゲーム序盤を中心に出現するスクワイエル系ユニット。L76アロフ軽戦闘機と同様に全般的にスペックが低く、序盤ゲームに不慣れなプレイヤーでも十分対処できる性能になっている。
汎用スクワイエルD43ディオール

重装型スクワイエルJD5モルギウ

汎用型ヘヴィ級スクワイエルG2ウーグモン

重装型ヘヴィ級スクワイエルG3ゾフィエフ

スパッグ型戦闘車両

## 技術・用語説明

### スクワイエル(SCWAIER）
スクワイエルとはオウバードフォースの世界に登場する架空のロボット兵器である。全領域歩行式特殊車両（Space Conformable Walking In the Eccentric Roader）の略であり、戦闘機型の艦載機と共にこの世界での主要な艦載兵器のひとつとなっている。元来、スクワイエルは宇宙用多目的作業ポットであったがその汎用性の高さに目をつけた軍が兵器として研究を始めたことに端を発する。
従来、惑星攻略において地上制圧に必要な戦闘車両を投入するには橋頭堡を確保する必要があり、迅速な作戦遂行の大きな障害となっていたが、宇宙多目的作業ポッドに重力下での行動能力を付与しこの問題を解決しようとしたのである。元々多目的作業ポッドであったため任務に応じて様々な装備を施すことができ、これらによる柔軟運用が可能になったことで短期間で主要な兵器としての地位を手に入れた。

### アサルトドローン（AD）
アサルトドローン（以下AD）とは、大威力で効果範囲の広い大型ミサイル兵器のことである。用語としてはオウバードフォースアフターから登場しオウバードフォースには登場しないが、オウバードフォースにも「ズィーモス」「ザガルート」「ガロック7」といったAD兵器が登場する事から後付けの設定であると思われる。アサルトドローンは「大型打ち上げロケットによる体当たり攻撃」（攻略本『オウバードフォース完全攻略ガイドブック』より）と言われるほどの大型兵器で、当初は巡洋艦以上の艦艇にしか搭載できなかったが後に駆逐艦クラスにも搭載できるようになった。AD兵器を搭載することを主眼に置いた艦艇も存在することからもこの兵器の有効性を認識出来る大威力兵器であるが、核ミサイルであるIPBM（惑星間弾道ミサイル）等核兵器は別個にが存在することから、AD兵器は通常兵器であると推測される。

## 関連作品
- ゲームブック『オウバードフォースを一生楽しむ本』ケイブンシャ ISBN 4-7669-2644-7
- 攻略本『プレイステーション必勝スペシャル オウバードフォース』ケイブンシャ ISBN 4-7669-2627-7
- 攻略本『オウバードフォース完全攻略ガイドブック』NTT出版 ISBN 4-87188-836-3
- 攻略本『オウバードフォース攻略ガイドブック』T2出版 ISBN 4-900700-29-0